# Souhesme-la-Grande
Souhesme-la-Grande est un lieu-dit situé en Lorraine, dans le département de la Meuse sur la commune de Les Souhesmes-Rampont, dans le Grand Est.

## Toponymie
Le nom du lieu-dit est attesté sous les formes Souhame (1282) ; Sohesmes (1296) ; Souheme (1296) ; Souhaime (1370) ; Sohesme (1564) ; Southesme (1590) ; Les Soubhesmes (1593) ; Souheme-la-Grande (1656) ; Sohesme-la-Grande (1700) ; Sohesmiæ (1738).

Il semble que le mot Souhesme aurait pour origine l’étymon du vieil haut allemand Ham (courbure dans une rive, prairie dans un méandre) avec la préposition sous (a).

## Histoire
Pendant la Première Guerre mondiale, le village a été fortement détruit lors de la bataille de Verdun. Un mémorial aux morts et les tombes des soldats alliés dans le cimetière nous le rappellent. 

## Lieux et monuments
- Église Saint-Airy du XVIIIe siècle.

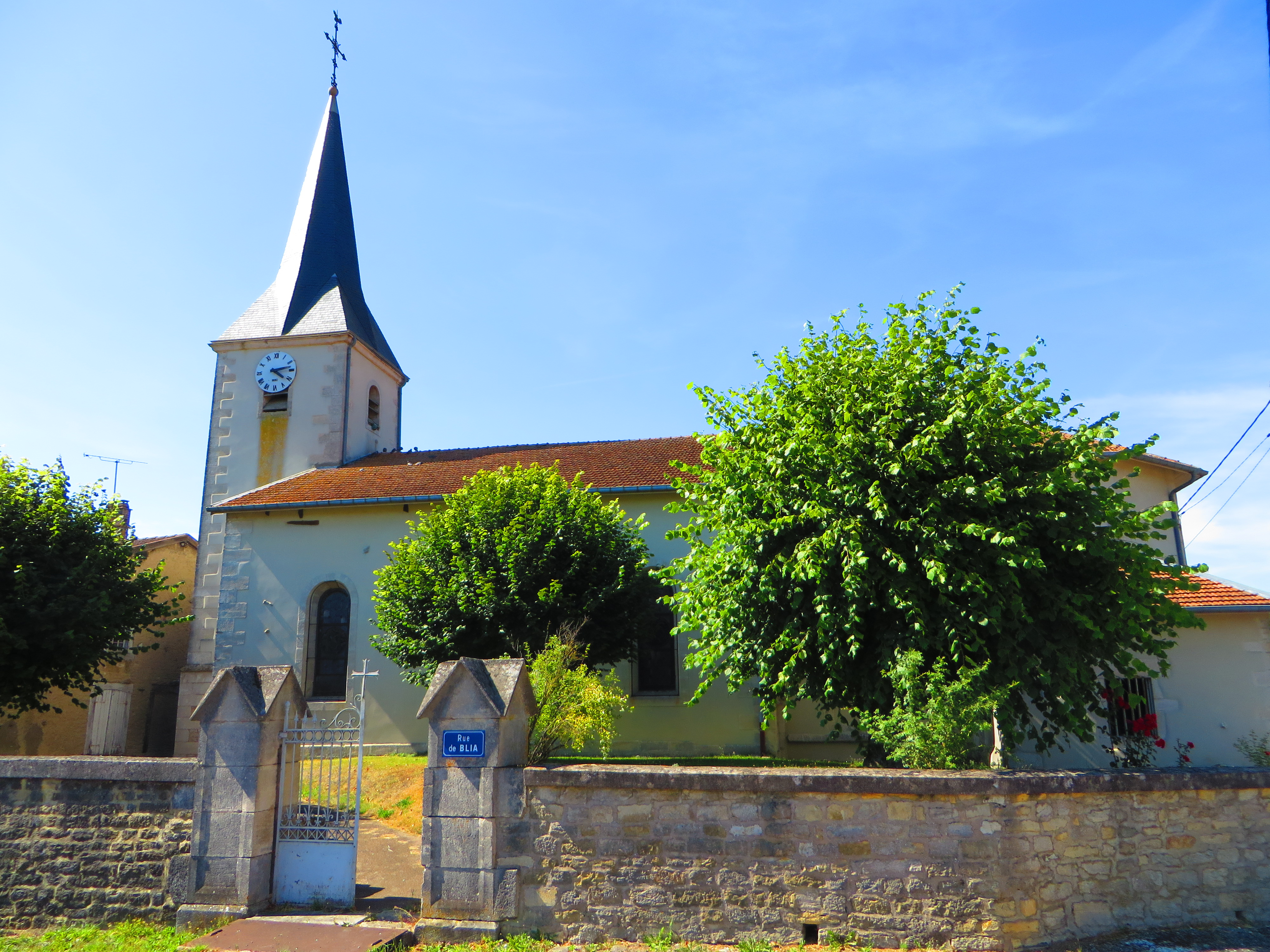
Église Saint-Airy..
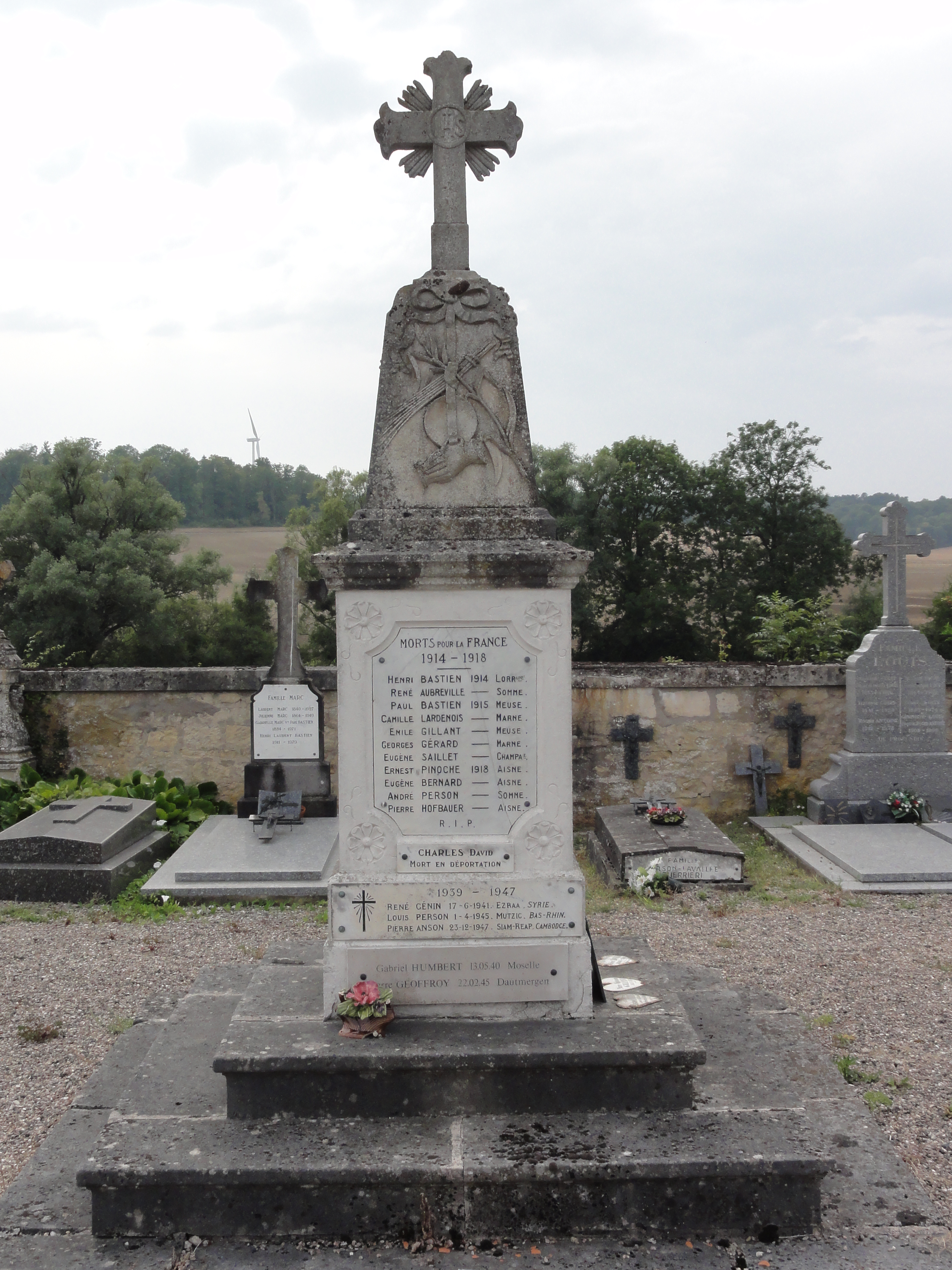
Mémorial au cimetière.
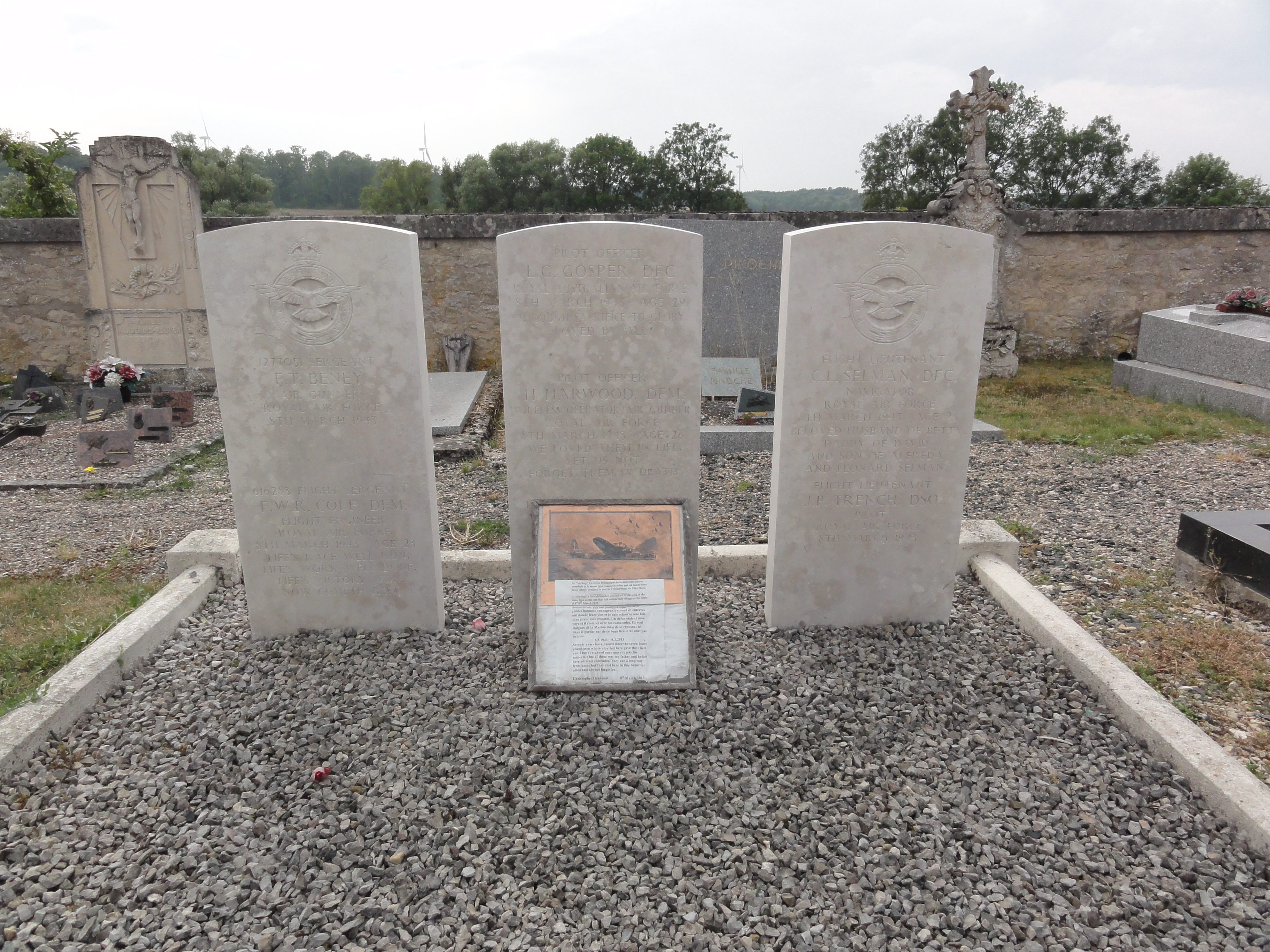
Tombes des soldats alliés.